# Juergen Sommer
Juergen Peterson Sommer (Nova Iorque, 27 de fevereiro de 1969) é um ex-futebolista norte-americano que atuava como goleiro.

## Carreira
De ascendência alemã, jogou a maior parte de sua carreira na Inglaterra, onde atuou por Brighton & Hove Albion, Kettering Town, Torquay United, Luton Town,Queens Park Rangers e Bolton Wanderers.
Jogou também por Columbus Crew, Connecticut Wolves e New England Revolution em seu pais natal, encerrando a carreira em 2002, aos 33 anos. A única experiência de Sommer como técnico foi entre 2014 e 2015, quando treinou o Indy Eleven.

## Carreira internacional
Sommer disputou 10 partidas pela Seleção Norte-Americana. Participou das Copas de 1994, como terceiro goleiro, e 1998, onde foi reserva de Kasey Keller), além da Copa América de 1995, também como terceira opção ao gol norte-americano.